# 이리에 세나
이리에 세나(불가리아어: 入江 聖奈, いりえ せな, 2000년 10월 9일~)는 일본의 권투 선수이다. 2020년 하계 올림픽에서 여자 페더급 금메달을 획득했으며 일본 여자 권투 선수로는 최초로 올림픽 금메달을 획득했다.